# 三時代系統

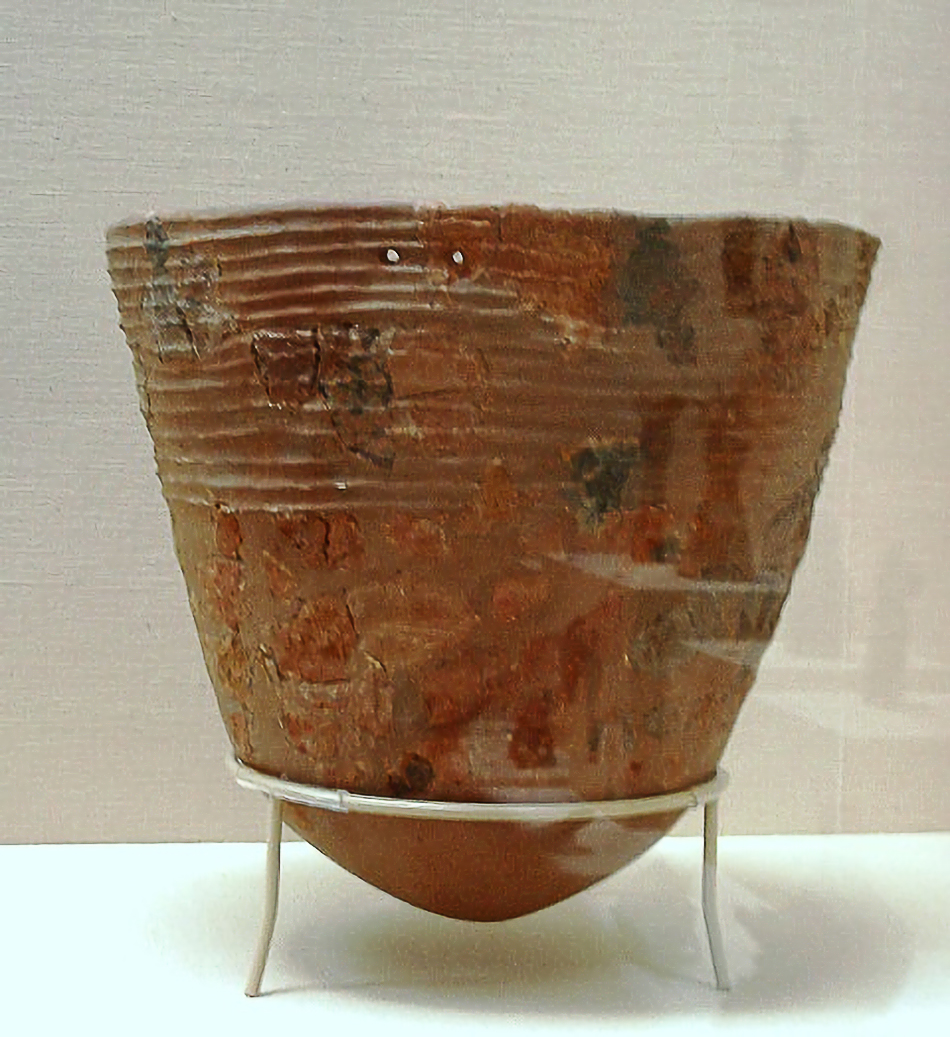
繩文時代陶器， 日本石器时代

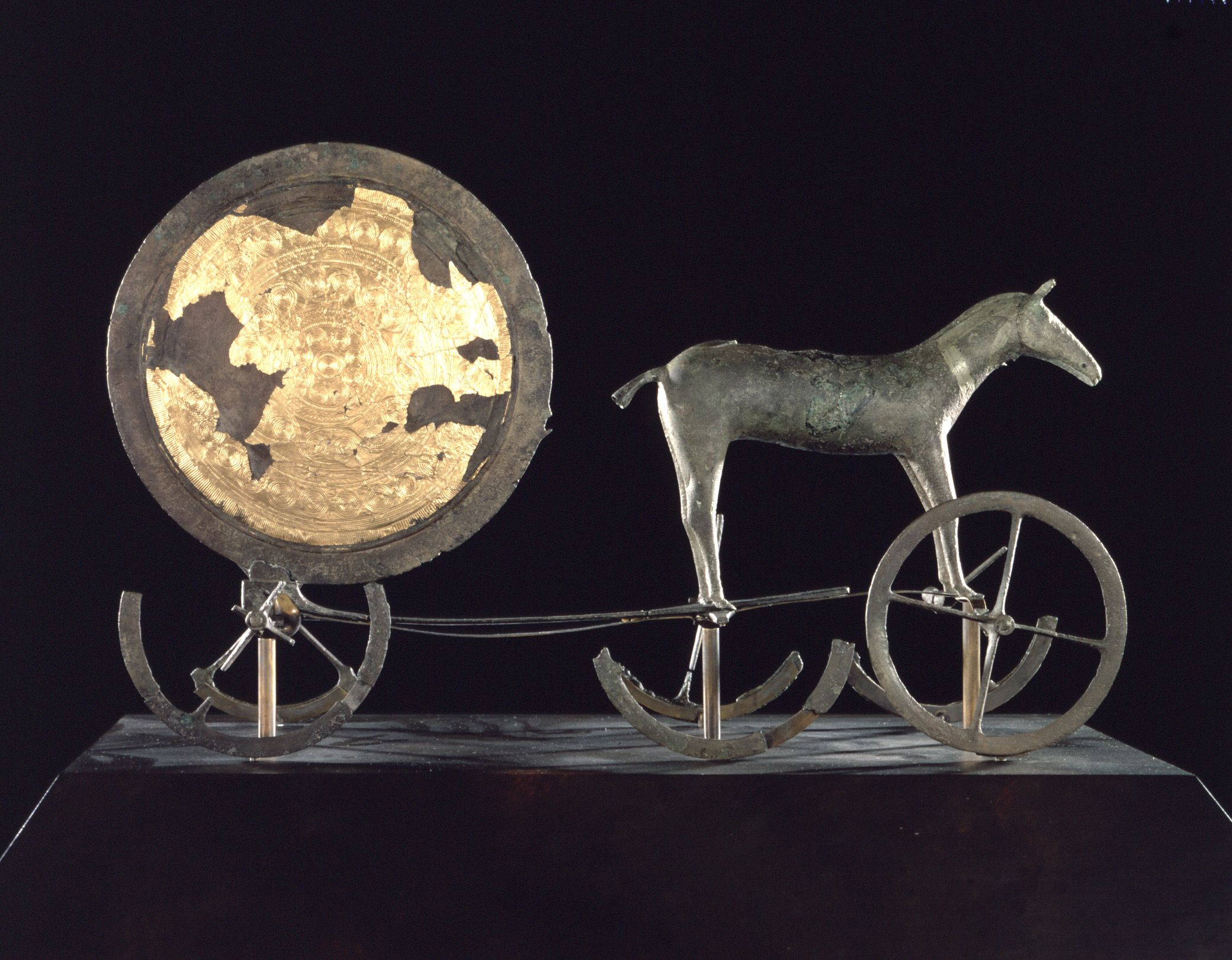
雷鸣太阳战车，北欧青铜时代

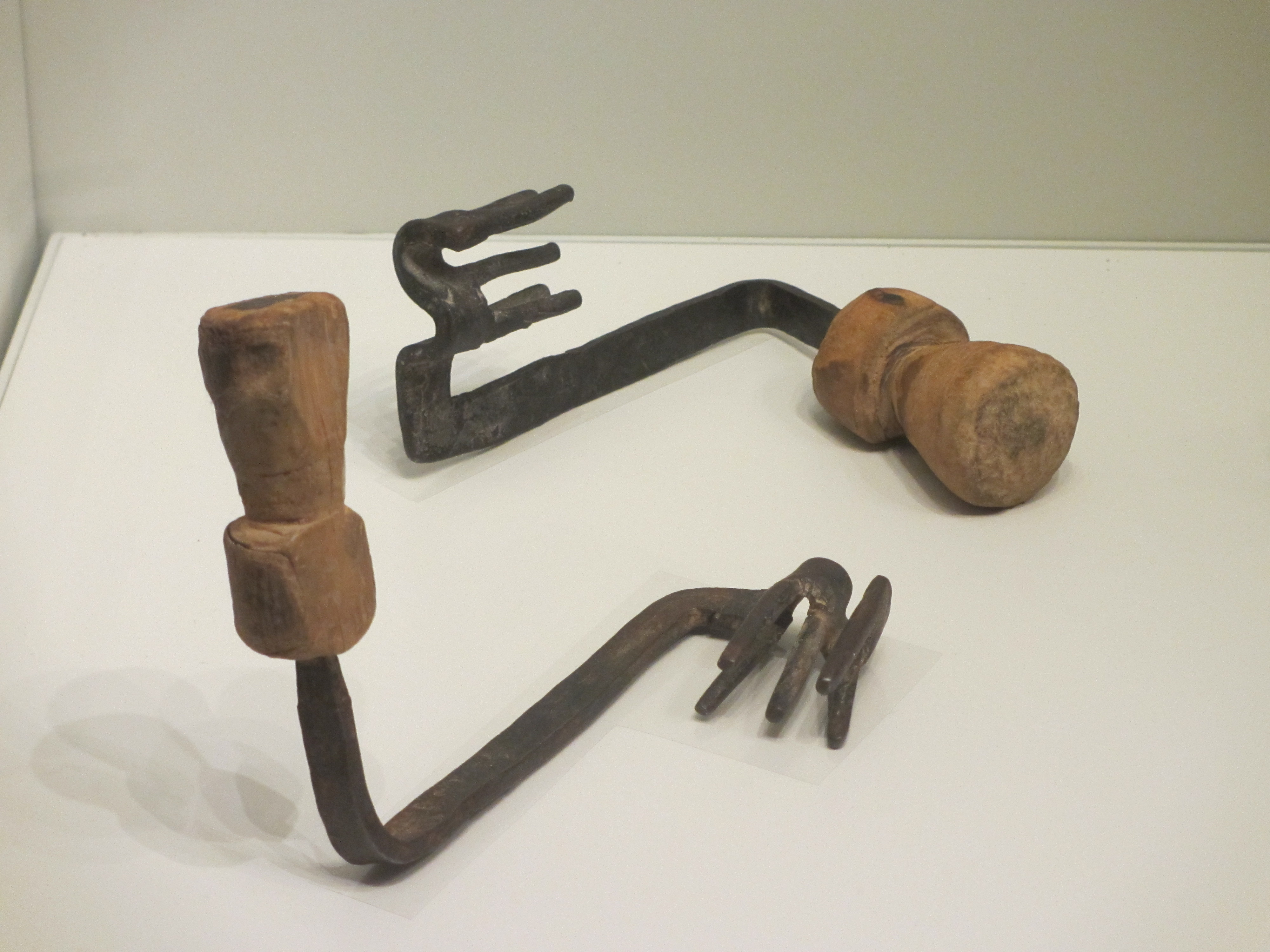
纳里耳赫贝耳峡谷书信洞穴的房间钥匙，耶路撒冷，以色列博物館，铁器时代

三時代系統，或称三期论，是一种历史分期方法，是根据人类制作工具用的材料，将人类的历史分为石器时代、青铜器时代和铁器时代三个时期。三期论广泛应用于历史学、考古学中，可以为史前和原史时期的遗物排出相对年代，最初由克里斯蒂安·于恩森·汤姆森在19世纪提出。汤姆森曾任丹麥皇家北方古物博物館館長，他最开始用这个方法是来给博物馆的石製、青铜製和铁製藏品分类的。
三期论在十九世纪末的晚清就已传入中国，至20世纪初年已成为人人皆知的常识。
汤姆森提出三期论后不久，1865年，约翰·卢伯克又将石器时细分为旧石器时代、中石器时代和新石器时代。石器、青铜器、铁器的分期，很好地反映了欧洲和中东地区的历史文化背景，但并不是所有人类社会都是这样发展的，有的社会一直停留在石器时代直到今天，有的甚至跳过了青铜直接炼铁。